# Дискретное логарифмирование на эллиптической кривой
| {\displaystyle T+T=S}                                                                |
| В данном случае решением уравнения {\displaystyle S=nT} является {\displaystyle n=2} |

Дискретное логарифмирование на эллиптической кривой — решение уравнения {\displaystyle S=nT{\pmod {m}}} относительно {\displaystyle n} при известных {\displaystyle S} и {\displaystyle T}, где {\displaystyle S,T} — точки, принадлежащие эллиптической кривой и являющиеся зашифрованным сообщением и начальной точкой соответственно. Иначе говоря — это метод взлома системы безопасности, основанной на данной эллиптической кривой (например российский стандарт ЭП ГОСТ Р 34.10-2012), и нахождения секретного ключа.

## История
Эллиптическая криптография относится к разряду асимметричной, то есть шифрование происходит с помощью открытого ключа. Впервые этот алгоритм был независимо предложен Нилом Коблицем и Виктором Миллером в 1985 году. Это было обосновано тем, что дискретный логарифм на эллиптической кривой оказался сложнее классического дискретного логарифма на конечном поле. До сих пор не существует быстрых алгоритмов взлома сообщения, зашифрованного с помощью эллиптической кривой, в общем случае. В основном уязвимости таких шифров связаны с рядом недочетов при подборе начальных данных.

## Введение
Данный метод основан на сведении дискретного логарифма на эллиптической кривой к дискретному логарифму в конечном поле с некоторым расширением поля, на котором была задана эллиптическая кривая. Это значительно облегчает задачу, так как на данный момент существуют достаточно быстрые субэкспоненциальные алгоритмы решения дискретного логарифма, имеющие сложность {\displaystyle O\left(\exp \left(c\left(\ln p\right)^{k}\left(\ln \ln p\right)^{k-1}\right)\right)}, или {\displaystyle \rho }-алгоритм Полларда со сложностью {\displaystyle O({\sqrt {\pi p/2}})}, разработанные для конечных полей.

## Теория
Пусть {\displaystyle E} — эллиптическая кривая, заданная в форме Вейерштрасса, над конечным полем {\displaystyle F_{q}} порядка {\displaystyle q}:
| {\displaystyle y^{2}+a_{1}xy+a_{3}y=x^{3}+a_{2}x^{2}+a_{4}x+a_{6}} |

Предположим, что коэффициенты {\displaystyle a_{i}\in F_{q}} таковы, что кривая не имеет особенностей. Точки кривой {\displaystyle E} вместе с бесконечноудаленной точкой {\displaystyle P_{\infty }}, которая является нулевым элементом, образуют коммутативную группу, записывающуюся аддитивно, то есть для {\displaystyle \forall A,B\in E(F_{q}),A+B=B+A=C\in E(F_{q})}. Также известно, что если {\displaystyle F_{q}} — конечное поле, то порядок такой группы {\displaystyle N_{q}} по теореме Хассе будет удовлетворять уравнению {\displaystyle |N_{q}-q-1|\leq 2{\sqrt {q}}}.
Пусть {\displaystyle E(F_{q'})} — подгруппа точек {\displaystyle E}, определённых над {\displaystyle F_{q'}\supseteq F_{q}}. Следовательно, {\displaystyle E(F_{q'})} — конечная коммутативная группа. Возьмем точку {\displaystyle P\in E(F_{q})}, порождающую циклическую группу порядка {\displaystyle m}. То есть {\displaystyle |\langle P\rangle |=m}.
Задача вычисления дискретных логарифмов в {\displaystyle \langle P\rangle } заключается в следующем. Для данной точки {\displaystyle Q\in \langle P\rangle } найти {\displaystyle n{\pmod {m}}} такое, что {\displaystyle nP=Q}.
Задача вычисления дискретных логарифмов в конечном поле {\displaystyle F_{q}} заключается в следующем. Пусть {\displaystyle \alpha } — примитивный элемент поля {\displaystyle F_{q}}. Для данного ненулевого {\displaystyle \beta } найти {\displaystyle n{\pmod {(q-1)}}} такое, что {\displaystyle \alpha ^{n}=\beta }.
Пусть НОК{\displaystyle (m,q)=1} и расширение поля {\displaystyle F_{q'}\supseteq F_{q}} такое, что {\displaystyle E(F_{q'})} содержит подгруппу кручения {\displaystyle E[m]}, изоморфную {\displaystyle \mathbb {Z} /m\times \mathbb {Z} /m}, то есть {\displaystyle E[m]=\{P,T\in E(F_{q'}):mP=0,mT=0\}}. Известно, что такое расширение существует. Из этого следует, что {\displaystyle q'=q^{k}} для некоторого {\displaystyle k\geqslant 1}. В этом случае будет выполняться следующая теорема, позволяющая перейти к дискретному логарифму в расширенном конечном поле:

### Теорема
Пусть задана точка {\displaystyle T\in E(F_{q'})} такая, что {\displaystyle \langle P,T\rangle =E[m]}. Тогда сложность вычисления дискретных логарифмов в группе {\displaystyle \langle P\rangle } не больше сложности вычисления дискретных логарифмов в {\displaystyle F_{q'}}.
Чтобы воспользоваться данной теоремой, необходимо знать степень {\displaystyle k} расширения поля {\displaystyle F_{q'}} над {\displaystyle F_{q}} и точку {\displaystyle T}, для которой {\displaystyle \langle P,T\rangle =E[m]}.

### Случай суперсингулярной эллиптической кривой
Для суперсингулярной кривой {\displaystyle E}, {\displaystyle k} и {\displaystyle T} легко находятся, при этом {\displaystyle k\leq 6}. Это было установлено Альфредом Менезесом, Окамото Тацуаки и Скоттом Ванстоуном в 1993 году. В своей статье они описали вероятностный алгоритм вычисления вспомогательной точки {\displaystyle T}, среднее время работы которого ограничено полиномом от {\displaystyle \log {q'}}.

### Общий случай
Пусть {\displaystyle G} — максимальная подгруппа {\displaystyle E(F_{q'})}, порядок элементов которой является произведением простых множителей {\displaystyle m}. Таким образом, {\displaystyle E[m]\subseteq G} и {\displaystyle G=\mathbb {Z} /m_{1}\times \mathbb {Z} /m_{2}}, где {\displaystyle m} делит {\displaystyle m_{1}} и {\displaystyle m_{2}}. При этом {\displaystyle m_{1}\neq m_{2}} (в случае {\displaystyle m_{1}=m_{2}}, под нахождение точки {\displaystyle T} можно адаптировать метод для суперсингулярных кривых). Пусть {\displaystyle l} — минимальное натуральное число, для которого выполняется {\displaystyle q^{l}\equiv 1{\pmod {m}}}.

#### Теорема
Пусть НОК{\displaystyle (m,q-1)=1}. Тогда {\displaystyle k=l} и если известно разложение {\displaystyle m} на простые множители, то имеется вероятностный алгоритм вычисления точки {\displaystyle T\in E(F_{q'})}, для которой {\displaystyle \langle P,T\rangle =E[m]}. Среднее время работы алгоритма равно {\displaystyle O(log^{c}{q'})} операций в поле {\displaystyle F_{q'}} для некоторой постоянной {\displaystyle c} и {\displaystyle m\rightarrow \infty }.
В случаях, когда НОК{\displaystyle (m,q-1)\neq 1}, алгоритм работает слишком медленно, либо не работает вовсе.